# Gökçeyazı, İvrindi
Gökçeyazı là một thị trấn thuộc huyện İvrindi, tỉnh Balıkesir, Thổ Nhĩ Kỳ. Dân số thời điểm năm 2010 là 2.151 người.